# Flumet - Saint-Nicolas-la-Chapelle
 Flumet - Saint-Nicolas-la-Chapelle ou Flumet-Mont-Blanc est une station de sports d'hiver du Val d'Arly, située sur les communes de Flumet et de Saint-Nicolas-la-Chapelle dans le département de la Savoie, en région Auvergne-Rhône-Alpes. Elle fait partie du domaine skiable Espace Diamant.

## Historique de la station
La station est reliée au domaine Espace Val d'Arly (EVA). En 2005, la station et le domaine EVA intègrent le domaine skiable de l'Espace Diamant, relié désormais à l'Espace Cristal.

## La station

### Promotion
La station a obtenu plusieurs labels comme « Station grand domaine » ; « Nouvelles glisses » et « Montagne aventure ».

### Hôtellerie et restauration
En 2016, la capacité d'accueil de la commune, estimée par l'organisme Savoie Mont Blanc, est de 5 552 lits touristiques répartis dans 863 structures. Les hébergements se répartissent comme suit : 29 meublés ; une résidence de tourisme ; trois hôtels ; quatre centres ou villages de vacances, un refuge et trois chambres d'hôtes.

## Domaine skiable et gestion

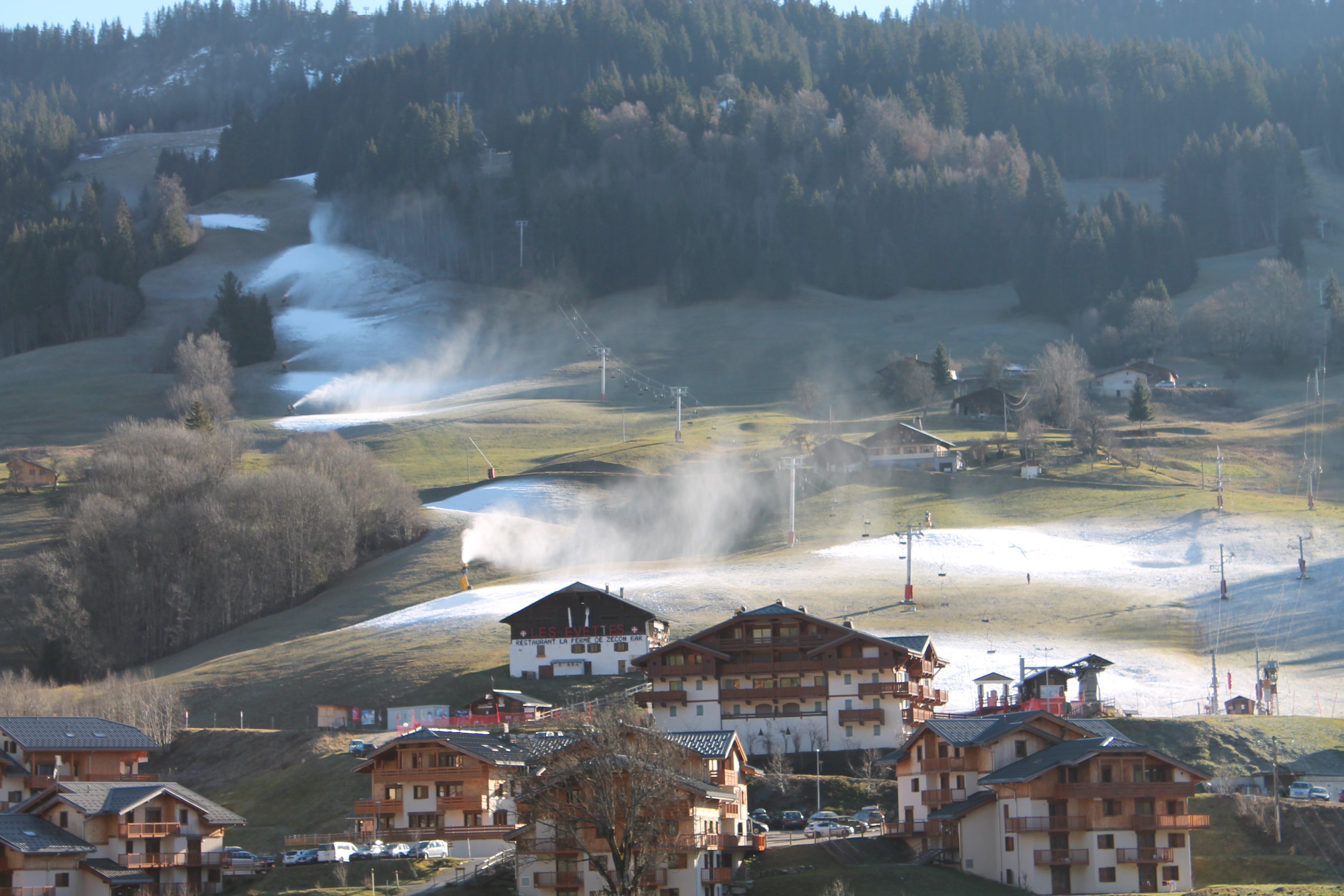
Hameau touristique Les Evettes de Flumet.